# Liste der Monuments historiques in Aspet
Die Liste der Monuments historiques in Aspet führt die Monuments historiques in der französischen Gemeinde Aspet auf.

## Liste der Bauwerke
| Bezeichnung | Beschreibung | Standort                      | Kennzeichnung | Schutzstatus | Datum | Bild           |
| ----------- | ------------ | ----------------------------- | ------------- | ------------ | ----- | -------------- |
| Brunnen     |              | Place de la République (Lage) | PA00094262    | Inscrit      | 1979  | weitere Bilder |

## Liste der Objekte

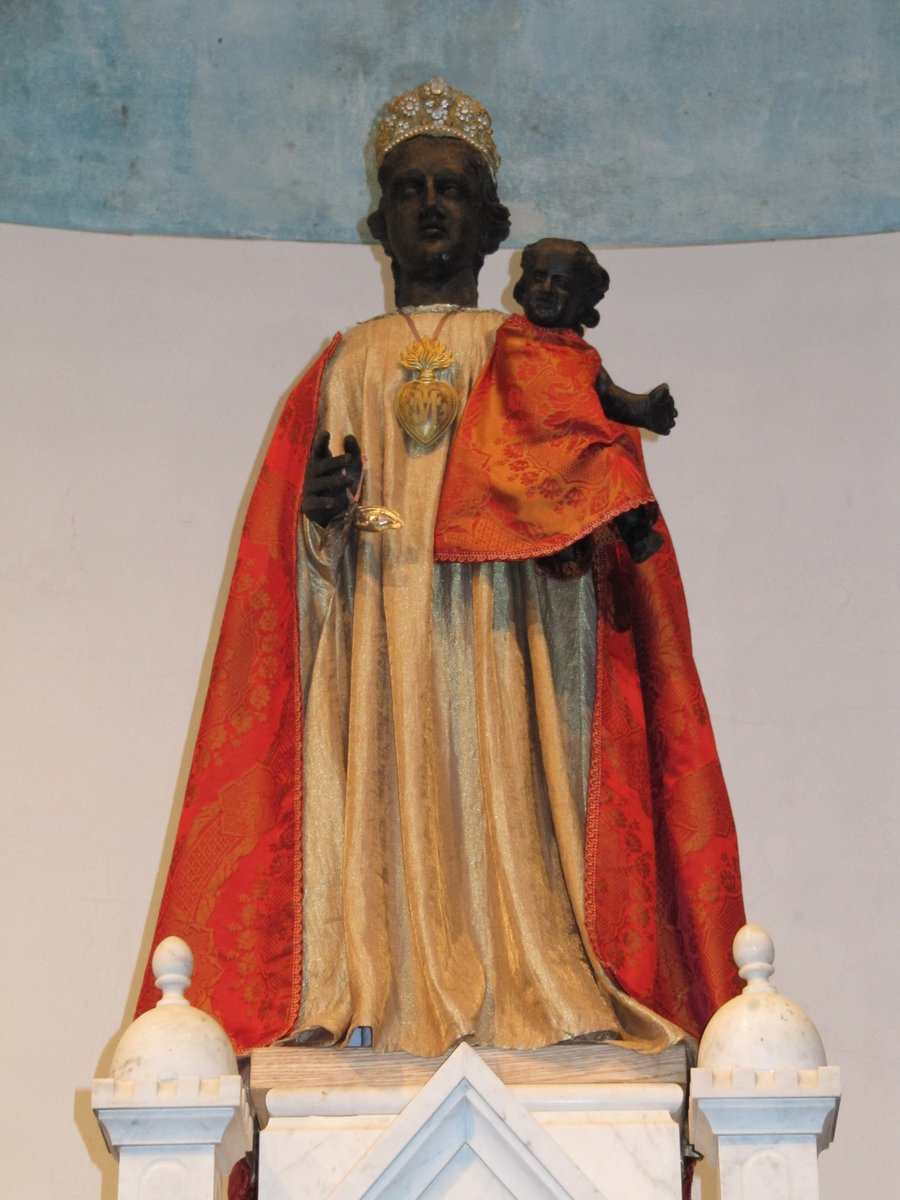
Madonna und Kind (18. Jahrhundert) in der Kapelle Miègecoste

- Monuments historiques (Objekte) in Aspet in der Base Palissy des französischen Kultusministeriums